# Malaucourt-sur-Seille
Malaucourt-sur-Seille – miejscowość i gmina we Francji, w regionie Grand Est, w departamencie Mozela.
Według danych na rok 1990 gminę zamieszkiwało 112 osób, a gęstość zaludnienia wynosiła 16 osób/km² (wśród 2335 gmin Lotaryngii Malaucourt-sur-Seille plasuje się na 933. miejscu pod względem liczby ludności, natomiast pod względem powierzchni na miejscu 833.).